# Fred Creighton
Pour les articles homonymes, voir Creighton.
Fred Creighton (né le 24 juin 1930 à Port Arthur, en Ontario, au Canada) est un joueur et entraîneur professionnel canadien de hockey sur glace ; il évoluait au poste de centre.

## Biographie
Fred Creighton commence sa carrière professionnelle dans la Western Hockey League où il joue de 1955 à 1961 successivement pour les Quakers de Saskatoon, les Royals de New Westminster, les Americans de Seattle, les Spokes de Spokane et les Buckaroos de Portland. Après un passage dans la Ligue américaine de hockey (LAH) avec les Reds de Providence il rejoint les Checkers de Charlotte de l'Eastern Hockey League où il passe deux saisons. Il passe la saison 1963-64 chez les Blades de New Haven, jouant également quelques matchs dans la Ligue internationale de hockey avec les Komets de Fort Wayne.
À l'été 1964, Creighton revient dans l'organisation des Checkers de Charlotte, où il passe les deux saisons suivantes comme entraîneur-joueur, avant de prendre sa retraite de joueur à l'issue de la saison 1965-1966 à l'âge de 35 ans. Depuis lors et jusqu'en 1972, il occupe le poste d'entraîneur-chef des Checkers. Il signe avec les Knights d'Omaha dans la Ligue centrale de hockey (LCH) et remporte avec eux le championnat en 1972-73, recevant le trophée Jake Milford du meilleur entraîneur de la saison. Après deux ans et demi, il quitte l'équipe pour rejoindre les Flames d'Atlanta dans la Ligue nationale de hockey. Il parvient à qualifier son équipe pour les séries éliminatoires lors des quatre saisons suivantes sans toutefois parvenir à franchir le premier tour.
En 1979-1980, il devient entraîneur des Bruins de Boston mais est congédié par le directeur général Harry Sinden en dépit d'une bonne saison avec 40 victoires en 73 matchs. De 1981 à 1984 il est entraîneur des Checkers d'Indianapolis dans la LCH et remporte avec eux le championnat lors de ses deux premières saisons. De 1985 à 1988, il entraîne les Indians de Springfield dans la LAH et prend ensuite sa retraite du hockey professionnel

## Statistiques
| Saison    | Équipe                    | Ligue |    | Saison régulière | Saison régulière | Saison régulière | Saison régulière | Saison régulière |    | Séries éliminatoires | Séries éliminatoires | Séries éliminatoires | Séries éliminatoires | Séries éliminatoires |
| Saison    | Équipe                    | Ligue | PJ | B                | A                | Pts              | Pun              | PJ               | B  | A                    | Pts                  | Pun                  |                      |                      |
| 1952-1953 | Bombers de Flin Flon      | LHJS  |    |                  |                  |                  |                  |                  |    |                      |                      |                      |                      |                      |
| 1954-1955 | Elks de Kamloops          | OSAHL |    |                  |                  |                  |                  |                  |    |                      |                      |                      |                      |                      |
| 1955-1956 | Quakers de Saskatoon      | WHL   | 59 | 4                | 9                | 13               | 86               |                  |    |                      |                      |                      |                      |                      |
| 1955-1956 | Royals de New Westminster | WHL   | 59 | 4                | 9                | 13               | 86               | 3                | 0  | 0                    | 0                    | 2                    |                      |                      |
| 1956-1957 | Americans de Seattle      | WHL   | 70 | 4                | 13               | 17               | 161              | 6                | 0  | 1                    | 1                    | 6                    |                      |                      |
| 1957-1958 | Royals de New Westminster | WHL   | 62 | 7                | 13               | 20               | 129              | 4                | 0  | 1                    | 1                    | 12                   |                      |                      |
| 1958-1959 | Royals de New Westminster | WHL   | 52 | 2                | 11               | 13               | 86               | --               | -- | --                   | --                   | --                   |                      |                      |
| 1959-1960 | Spokes de Spokane         | WHL   | 69 | 2                | 15               | 17               | 137              | --               | -- | --                   | --                   | --                   |                      |                      |
| 1960-1961 | Reds de Providence        | LAH   | 49 | 0                | 5                | 5                | 56               | --               | -- | --                   | --                   | --                   |                      |                      |
| 1960-1961 | Buckaroos de Portland     | WHL   | 5  | 0                | 0                | 0                | 2                | --               | -- | --                   | --                   | --                   |                      |                      |
| 1961-1962 | Checkers de Charlotte     | EHL   | 64 | 6                | 16               | 22               | 140              |                  |    |                      |                      |                      |                      |                      |
| 1962-1963 | Checkers de Charlotte     | EHL   | 67 | 2                | 24               | 26               | 109              |                  |    |                      |                      |                      |                      |                      |
| 1963-1964 | Komets de Fort Wayne      | LIH   | 4  | 0                | 2                | 2                | 4                | 12               | 0  | 5                    | 5                    | 22                   |                      |                      |
| 1963-1964 | Blades de New Haven       | EHL   | 72 | 3                | 28               | 31               | 144              |                  |    |                      |                      |                      |                      |                      |
| 1964-1965 | Checkers de Charlotte     | EHL   | 69 | 6                | 36               | 42               | 130              |                  |    |                      |                      |                      |                      |                      |
| 1965-1966 | Checkers de Charlotte     | EHL   | 4  | 0                | 0                | 0                | 10               |                  |    |                      |                      |                      |                      |                      |

| Saison    | Équipe                  | Ligue |    | PJ | V  | D  | N   | % V                  |  | Séries éliminatoires |
| 1964-1965 | Checkers de Charlotte   | EHL   | 72 | 35 | 35 | 2  | 500 |                      |  |                      |
| 1965-1966 | Checkers de Charlotte   | EHL   | 72 | 42 | 30 | 0  | 583 |                      |  |                      |
| 1966-1967 | Checkers de Charlotte   | EHL   | 72 | 36 | 33 | 3  | 521 |                      |  |                      |
| 1967-1968 | Checkers de Charlotte   | EHL   | 72 | 42 | 21 | 9  | 646 |                      |  |                      |
| 1968-1969 | Checkers de Charlotte   | EHL   | 72 | 37 | 29 | 6  | 556 |                      |  |                      |
| 1970-1971 | Checkers de Charlotte   | EHL   | 74 | 55 | 12 | 7  | 791 |                      |  |                      |
| 1971-1972 | Checkers de Charlotte   | EHL   | 73 | 47 | 18 | 8  | 699 |                      |  |                      |
| 1972-1973 | Knights d'Omaha         | LCH   | 72 | 35 | 27 | 10 | 556 | Vainqueurs           |  |                      |
| 1973-1974 | Knights d'Omaha         | LCH   | 72 | 34 | 23 | 15 | 576 | Éliminés au 1er tour |  |                      |
| 1974-1975 | Knights d'Omaha         | LCH   | 78 | 34 | 33 | 11 | 506 | Éliminés au 2e tour  |  |                      |
| 1974-1975 | Flames d'Atlanta        | LNH   | 28 | 12 | 11 | 5  | 518 | Non qualifiés        |  |                      |
| 1975-1976 | Flames d'Atlanta        | LNH   | 80 | 35 | 33 | 12 | 513 | Éliminés au 1er tour |  |                      |
| 1976-1977 | Flames d'Atlanta        | LNH   | 80 | 34 | 34 | 12 | 500 | Éliminés au 1er tour |  |                      |
| 1977-1978 | Flames d'Atlanta        | LNH   | 80 | 34 | 27 | 19 | 544 | Éliminés au 1er tour |  |                      |
| 1978-1979 | Flames d'Atlanta        | LNH   | 80 | 41 | 31 | 8  | 563 | Éliminés au 1er tour |  |                      |
| 1979-1980 | Bruins de Boston        | LNH   | 73 | 40 | 20 | 13 | 637 |                      |  |                      |
| 1981-1982 | Checkers d'Indianapolis | LCH   | 80 | 42 | 33 | 5  | 556 | Vainqueurs           |  |                      |
| 1982-1983 | Checkers d'Indianapolis | LCH   | 80 | 50 | 28 | 2  | 638 | Vainqueurs           |  |                      |
| 1983-1984 | Checkers d'Indianapolis | LCH   | 72 | 34 | 36 | 2  | 486 |                      |  |                      |
| 1985-1986 | Indians de Springfield  | LAH   | 80 | 36 | 39 | 5  | 481 | Non qualifiés        |  |                      |
| 1986-1987 | Indians de Springfield  | LAH   |    |    |    |    |     |                      |  |                      |
| 1987-1988 | Indians de Springfield  | LAH   |    |    |    |    |     |                      |  |                      |